# Lucien Jayat
Pour les articles homonymes, voir Jayat.
Lucien Jayat (né le 31 août 1895 à Auxerre (Yonne), France, mort le 26 mai 1982, à Poitiers (Vienne) est un militant syndicaliste français. Il a été membre du bureau confédéral de la CGT, l'organe dirigeant de la première centrale syndicale française, de 1948 à 1967.

## Biographie

### 1895 à 1940
Lucien Jayat est né le 31 août 1895 dans l'Yonne, à Auxerre, dans une modeste famille ouvrière. Il connut une jeunesse difficile. Dès l’âge de huit ans, il perd sa mère et en éprouve un chagrin qui ne le quittera pas de toute son existence. Son père, ouvrier cordonnier, veuf avec trois enfants, deux garçons et une fille, est dans l’impossibilité matérielle de les élever tous les trois. Il garde la fille, Georgette, et abandonne ses deux garçons, René l’aîné, et Lucien le cadet, à l'Assistance publique. René et Lucien sont placés dans une famille du Nord, à Vieux-Condé près de Valenciennes, où ils auront gîte et couvert, mais, bien que traités convenablement, ils ne trouveront pas la tendresse et l’affection auxquelles aspire tout enfant.
Son instituteur ayant remarqué les capacités de Lucien, demande l'octroi d'une bourse afin qu'il poursuive ses études. Mais, elle lui est refusée et sitôt obtenu le certificat d’étude à l’âge de dix ans, Lucien est placé dans une ferme comme garçon à tout faire.
À 14 ans, âge légal, il est employé à la mine d’abord en surface, au tri, puis à 16 ans, il descend au fond comme hercheur. Cette vie pénible et dangereuse qu’ont connue la plupart des hommes du Nord, il la mènera jusqu’en 1914 où à l’âge de 19 ans il sera mobilisé pour la Grande Guerre. En première ligne, aux Éparges le 20 juin 1915, au cours d’un assaut, il est blessé. Une balle lui traverse l’épaule. Il n’a pas vingt ans. Soigné, il est renvoyé au front où il participera à toutes les sanglantes batailles telles que Verdun, la Somme, etc. Il est gravement intoxiqué par l'ypérite dans les derniers mois de la guerre. Ce terrible gaz moutarde lui occasionnera une bronchite chronique dont il ne se débarrassera jamais et qui finira par l'emporter quelque soixante ans plus tard. La guerre terminée, il se retrouve à Paris, sans profession, quelques sous en poche.
Il se fait embaucher comme manœuvre dans une grande imprimerie de la capitale. Ambitieux, il veut gravir les échelons et connaître une vie meilleure. Il prend des cours du soir à l’école Estienne. Il apprend la reliure et se fait embaucher comme relieur. Il travaille dans plusieurs entreprises qu’il doit quitter chaque 2 mai.
En effet, à l’époque, le 1er mai n’était pas « la fête du travail » comme aujourd’hui. 
Il décide donc de se faire une place dans l’administration. Il suit alors de nouveaux cours du soir. Cette fois, c’est à l’école d’administration municipale. Sur concours, il devient employé d’octroi. Puis, de concours en concours, il gravit les échelons : employé de mairie, rédacteur à la Préfecture de la Seine pour finir directeur des Services sociaux de cette même préfecture. Mais Lucien Jayat ne pensait pas qu’à son propre sort, d’où ses engagements politiques et syndicaux. Baignant dans le milieu ouvrier du nord, il avait tout naturellement été imprégné du socialisme auquel il adhère la guerre terminée. Il devient rapidement secrétaire de la section  du Parti socialiste-SFIO de Clamart, en banlieue parisienne où il réside. Il est élu conseiller municipal de cette même ville, au moment du Front populaire

### 1940 à 1982
En 1942, menacé d’être dénoncé pour ses activités dans la résistance, il doit quitter Clamart précipitamment. Il s’installe alors avec sa famille dans le sud-est du département de la Seine, à Saint-Maur-des-Fossés. C’est la guerre et l’occupation : il est en contact avec des résistants locaux, mais le plus gros de son activité est à la CGT clandestine. À la Libération, il reprend sa carte au Parti socialiste qui avait été interdit sous le règne des nazis. Il fait partie du conseil municipal provisoire, avant d’y être élu officiellement en 1945. Il doit en démissionner quelque temps après. Il en avait été de même à Clamart, avant la guerre, pour des raisons similaires. Ses tâches syndicales dans les services publics n’étant pas toujours compatibles avec ses fonctions municipales.
Son engagement politique lui vaut d’autres déboires. En 1947, il est exclu de la SFIO sous le prétexte d’une participation à une réunion du Mouvement de la paix que la SFIO interdisait à ses adhérents. En réalité c’était son refus d’adhérer à la nouvelle scission syndicale (création de FO et départ de tous les hauts responsables socialistes de la CGT) qui était la raison de cette sanction. Devant la commission qui prononça son exclusion, alors qu'on lui demandait à quel parti il allait donner son adhésion, il répondit : « A aucun, je reste socialiste ; ce n’est pas moi qui quitte le socialisme, c’est vous, la SFIO, sous la houlette des Guy Mollet, Lacoste et consorts qui l’abandonnez. Ma réintégration se fera automatiquement le jour où le parti socialiste redeviendra lui-même, je n’aurai même pas à la demander . »
Ce n’est pas dans les milieux politiques que Lucien Jayat put pleinement s’épanouir. C’est au syndicat qu’il put s’exprimer et donner le meilleur de lui-même. 
À 17 ans, à la mine, il commence à s’intéresser sérieusement à la vie syndicale. À l’époque, les jeunes mineurs avaient un temps de travail plus long que leurs aînés, d’où une flagrante injustice qui les conduisit à déclencher une grève. Mais, abandonnés des anciens qui ne soutinrent pas leur revendication, ils n’obtinrent, après un mouvement assez long, que des miettes.
Très certainement, déjà, Lucien Jayat prend conscience que sans la cohésion, sans l’unité, la lutte revendicative est vouée à l’échec. Cette idée, il la conserve toute sa vie et elle est déterminante dans ses choix, aux moments des grandes décisions syndicales. 

### Responsable syndical
Cette implication le mène d’abord à la tête du Syndicat CGT des communaux de la région parisienne. En 1937 il est élu secrétaire général de la Fédération des services publics et de santé. En janvier 1948, refusant pour la seconde fois (il n'avait pas admis en 1922 la scission de la CGTU), il  accepte d'être élu au Bureau confédéral de la Confédération générale du travail. 
Il œuvre de toutes ses forces pour la réunification syndicale et il joue un rôle important dans celle de 1936. À l’occasion du Congrès de la Fédération CGT confédérée des Services publics  qui se tient à Nice en septembre 1934, il présente une résolution qu’il avait rédigée en collaboration avec son ami Louis Nédélec, responsable de région. Cette résolution démontrait la nécessité de la réunification syndicale, face au danger que le fascisme en pleine évolution faisait courir au monde ouvrier et au monde tout court. Il la défendit si bien devant les congressistes qu’elle fut votée à l’unanimité moins deux voix.
Parallèlement à sa vocation sanitaire, la colonie du Château de Curzay servit de refuge à de nombreux résistants menacés d’arrestation qui vinrent se cacher quelque temps, afin de se faire oublier avant de reprendre le combat libérateur.
Lucien Jayat, participe à l'action, clandestine. Dès la fin de l'année 1940, les anciens confédérés réorganisent une direction clandestine. Lucien Jayat fait partie de la commission nationale, chargée d'épauler le La direction de la CGT.
Au moyen de sa position professionnelle à la Préfecture de la Seine, il utilisa ses possibilités en fournissant de faux papiers d’identité à de nombreux résistants traqués. Son activité consistait à créer de nouveaux réseaux, à alimenter en fonds et autres faux tickets d’alimentation les groupes réfugiés dans la clandestinité, à rédiger des articles dans la presse interdite et à la diffuser. Il remplit toutes ces missions, fussent-elles périlleuses et s’il passa au travers des mailles du filet que tendaient la Gestapo et ses complices de la milice collaboratrice, il n’en fût pas de même pour quelques-uns de ses compagnons qui jouaient le même rôle que lui, et qui ne sont jamais revenus des camps de déportation nazis.
Au cours de cette période, il fit preuve de la même vaillance qu’au cours de la guerre de 1914-1918 où il fut cité. On peut lire sur son livret militaire : « Mitrailleur d’élite, très brave. S’est particulièrement distingué le 20 octobre 1918 en servant sa pièce sur une position très dangereuse contribuant à arrêter la progression ennemie. Croix de guerre étoile de bronze. Médaille militaire. ».
À ces décorations à titre militaire s’ajoute plus tard, et en raison de son activité dans le domaine social, la croix de la Légion d’honneur.
À la Libération, son activité est intense. Nommé directeur du service social du personnel, il organise au sein du personnel de la Préfecture de la Seine (40 000 personnes) les services de l'action sociale : gestion des « Assurances sociales », des centres de vacances, des cantines du personnel, mise en place d'une mutuelle, création de la caisse des prestations « maladies ». « Le fonctionnaire avait repris le pas sur le militant », écrit-il dans son autobiographie (ce qui, en réalité, n'est pas entièrement vrai).

### La commission d'épuration syndicale, dite «Commission Jayat»
Après les accords du Perreux, il reprend contact avec les militants ex-unitaires de la fédération CGT des services publics pour reconstituer celle-ci. Il en est l'un des secrétaires (non permanent), et à ce titre siège à la Commission administrative de la CGT. Avec d'autres syndicalistes socialistes, il participe à l'organe « Résistance ouvrière » qui regroupe les anciens « confédérés », fidèle à Léon Jouhaux Il fait partie du comité de rédaction  de ce journal, qui en décembre 1945 prend le nom de « Force ouvrière ».
Enfin, il participe à la Commission nationale d'épuration. Nommé membre de cette instance, par Alexandre Parodi, le ministre du Travail dans le gouvernement de Gaulle, alors que le gouvernement provisoire est encore à Alger (ordonnance du 27 juillet 1944), il en devient président peu après la Libération, à la suite de la démission d'Oreste Capocci le président nommé à l'origine. Cette commission avait pour champ de travail l'ensemble du mouvement syndical ouvrier français (CGT, CFTC, syndicats autonomes) et son nom exact est Commission nationale de reconstitution des organisations syndicales de travailleurs. Elle est chargée d’examiner le comportement de certains responsables syndicaux nationaux sous l’occupation, notamment ceux qui avaient collaboré avec l’ennemi, et d’en tirer les conséquences. Lors de la scission syndicale de 1947-1948, plusieurs responsables de Force ouvrière mettent en cause l'impartialité de cette commission, qui eut à prononcer pour certains syndicalistes engagés dans la Collaboration des exclusions temporaires ou à vie du mouvement syndical. Pourtant, Lucien Jayat était alors l'un de leurs camarades de tendance, c'est sans doute la raison pour laquelle il en fut le président. De plus forte de huit membres, deux ex-unitaires seulement y siégèrent, présumés enclins à la sévérité à égalité de nombre avec les syndicalistes CFTC. Ayant à connaître et à statuer que sur les cas nationaux, il semble toutefois que peu d'excès dans les condamnations soit reprochable ni à la commission, ni à son président, Lucien Jayat. Les archives (celles de Lucien Jayat, qui apparaît rigoureux quant à leur tenue et leur conservation) sur lesquelles ont travaillé les historiens donnent à voir un travail consciencieux, dans un cadre juridique dont le flou n'échappait pas à ses membres, loin des « oukases » dénoncées plus tard.

### Au Bureau confédéral de la CGT
Le 5 janvier 1948, le Comité confédéral national de la CGT élit cinq nouveaux membres au Bureau confédéral de la Confédération pour suppléer aux départs de cinq de ses membres démissionnaires. Lucien Jayat est parmi les élus. Il siège dans cette instance jusqu'en 1967, date où il prend sa retraite syndicale. Ancien compagnon de tendance de Léon Jouhaux, il s'est refusé à suivre les démissionnaires vers Force ouvrière. Toujours membre du Parti socialiste, alors dénommé (Section française de l'Internationale ouvrière), il est alors victime d'une « chasse aux sorcières », mené par ce parti contre tout déviant et est exclu de son Parti à la fin de l'année 1948.  
Ainsi après avoir pris sa retraite de l’administration en 1955, il poursuit son activité de militant syndicaliste. Il resta à son poste au secrétariat confédéral de la CGT, douze années encore à titre de permanent non rétribué (sa retraite lui suffisait). Il avait en charge l'administration (financière) de la Confédération.
En 1967, alors que son épouse Reine Dyot est gravement malade, et nécessité de rajeunissement des cadres syndicaux aidant, il quitte cette responsabilité, après une vie remplie en événements, souvent heureux, parfois tragiques.
Il repose dans le petit cimetière de Lavoux, commune proche de Poitiers, au côté de Marguerite, sa deuxième épouse, décédée en 2002, à l’âge de 99 ans.